# Avery (Vorname)
Avery ist ein männlicher und selten auch weiblicher Vorname.

## Namensträger
- Avery Bradley (* 1990), US-amerikanischer Basketballspieler
- Avery Brooks (* 1948), US-amerikanischer Schauspieler und Regisseur
- Avery Brundage (1887–1975), US-amerikanischer Sportfunktionär
- Avery Corman (* 1935), US-amerikanischer Schriftsteller
- Avery Dulles (1918–2008), US-amerikanischer Kardinal
- Avery Johnson (* 1965), US-amerikanischer Basketballtrainer und ehemaliger -spieler
- Avery Leiserson (1913–2004), US-amerikanischer Politikwissenschaftler
- Avery Parrish (1917–1959), US-amerikanischer Jazz-Pianist und Komponist des Swing
- Avery Rockefeller (1924–1979), US-amerikanischer Unternehmer
- Avery Storm (* 1981), US-amerikanischer R&B-Sänger, Musikproduzent und Songwriter
- Avery Williamson (* 1992), US-amerikanischer American-Football-Spieler

Zweitname
- Elias Avery Lowe (1879–1969), US-amerikanischer Paläograph
- Percy Avery Rockefeller (1878–1934), US-amerikanischer Unternehmer

## Namensträgerinnen
- Avery Amereau (* 1991), US-amerikanische Opernsopranistin
- Avery Singer (* 1987), US-amerikanische Künstlerin